# Sigmoepilachna
Sigmoepilachna is een geslacht van vliesvleugeligen uit de familie Eulophidae. De wetenschappelijke naam van dit geslacht is voor het eerst geldig gepubliceerd in 2005 door Khan, Agnihotri & Sushil.

## Soorten
Het geslacht Sigmoepilachna is monotypisch en omvat slechts de volgende soort:
- Sigmoepilachna indica Khan, Agnihotri & Sushil, 2005